# Tindaria acinula
Tindaria acinula är en musselart som först beskrevs av Dall 1890.  Tindaria acinula ingår i släktet Tindaria och familjen tandmusslor. Inga underarter finns listade i Catalogue of Life.